# Петро Великий (яйце Фаберже)
Великоднє яйце «Петро Великий» — ювелірний виріб фірми Карла Фаберже, виготовлений на замовлення російського імператора Миколи II у 1903 році як великодній подарунок для дружини імператора Олександри Федорівни. Присвячене двохсотій річниці заснування Санкт-Петербургу у 1703 році. 

## Дизайн
Великоднє яйце «Петро Великий» виконане в стилі рококо і є яскравим прикладом витонченого використання майстрами Фаберже золота різних кольорів. Як модель для яйця використаний яйцеподібний несесер  середини XVIII ст., що знаходився в Ермітажі. 

## Історія
В 1917 році яйце «Петро Великий» було конфісковане за розпорядженням Тимчасового уряду і направлене на зберігання в Збройову палату Кремля. У 1933 році воно було продане через Всесоюзне об'єднання «Антикваріат» анонімному покупцеві. Колекція російських імператорських скарбів Шаффера придбала яйце в період між 1930 і 1942 роками. У 1942 році його придбала Ліліан Томас Пратт, дружина керівника General Motors Джона Лі Пратта, і у 1947 році за заповітом воно перейшло у власність Художнього музею Вірджинії.